# Üzbég labdarúgó-válogatott
Az üzbég labdarúgó-válogatott Üzbegisztán nemzeti csapata, amelyet az üzbegisztáni labdarúgó-szövetség (Üzbégül: Ўэбекистон Футбол Федерацияси, magyar átírásban: Üzbekiszton Futbol Federacijaszi) irányít.  Üzbegisztán az új közép-ázsiai országok közül (Kazahsztán, Kirgizisztán, Tádzsikisztán, Türkmenisztán) a legeredményesebbnek számít. 1994-ben megnyerték az ázsiai játékokat. 
Történetük során először 2026-ban jutottak ki a labdarúgó-világbajnokságra.

## Története
A Szovjetunió felbomlása utáni első hivatalos mérkőzésüket Tádzsikisztán ellen játszották 1992. június 17-én. 1992-ben Üzbegisztán a Független Államok Közösségének is a tagja volt, mely részt vett az 1992-es Európa-bajnokságon. A szovjet utódállamok többsége (Oroszország, Ukrajna, Fehéroroszország, Moldova, Észtország, Lettország, Litvánia, Grúzia, Örményország, Azerbajdzsán) az UEFA tagja lett, míg a közép-ázsiai országok (Kazahsztán, Kirgizisztán, Tádzsikisztán, Türkmenisztán, Üzbegisztán) az AFC-hez csatlakoztak. 2002-ben Kazahsztán átlépett az UEFA-ba, míg Üzbegisztán maradt az AFC tagja. 1993-ban egyetlen mérkőzést sem játszottak. 1994-ben hivatalosan is csatlakoztak az AFC-hez és felvételt nyertek a FIFA-ba. Még ebben az évben megnyerték az ázsiai játékokat, ez történetük eddigi legnagyobb eredménye. Az 1994-es világbajnokság selejtezőiben még nem indultak. 1996-ban részt vettek történetük első Ázsia-kupáján. A selejtezőkben Tádzsikisztánnal és Bahreinnel kerültek egy selejtezőcsoportba. Bahrein visszalépett, emiatt csak az tádzsikokkal találkoztak és idegenben az első mérkőzést 4−0-ra elveszítették, a visszavágón azonban hosszabbítást követően 5–0 arányban győztek és 5–4-es összesítéssel továbbjutottak. A tornán Kínát legyőzték 2–0-ra, azonban Japán ellen 4–0-ás, míg Szíria ellen 2–1-es vereséget szenvedtek. Az 1998-as világbajnokság selejtezőiben Jemennel, Kambodzsával és Indonéziával kerültek egy csoportba, amit megnyertek és bejutottak a második csoportkörbe, ahol Dél-Korea, Japán és az Egyesült Arab Emírségek mögött a negyedik helyen végeztek, mindössze Kazahsztánt sikerült megelőzniük. A 2000-es Ázsia-kupán a nem sikerült továbbjutniuk a csoportkörből, a 2004-es Ázsia-kupán a negyeddöntőig jutottak.
A 2006-os világbajnokságról furcsa körülmények közepette maradtak le. Történt ugyanis, hogy a selejtezők zárószakaszában pótselejtezőt vívtak Bahreinnel és az első mérkőzésen hazai pályán 1–0-s üzbég győzelem született. Ezt az eredményt később a FIFA törölte bírói hibára hivatkozva és megismételtette. A megismételt mérkőzés 1–1-gyel zárult. Végül következett a harmadik összecsapás, ami 0–0-ra végződött és idegenben szerzett góljának köszönhetően Bahrein jutott tovább. A 2007-es Ázsia-kupán 5–0-ra verték Malajziát és 3−0-ra Kínát, a negyeddöntőben Szaúd-Arábiától kaptak ki 2–1 arányban.
A 2011-es Ázsia-kupán a negyedik helyen végzett az üzbég válogatott, ami történetük legjobb eredménye. Az elődöntőben Ausztráliától kaptak ki 6–0-ra, a bronzmérkőzésen pedig Dél-Koreával szemben maradtak alul 3–2 arányban. A 2019-es Ázsia-kupán Ománt és Türkmenisztánt megelőzve továbbjutottak a csoportból, a negyeddöntőben viszont büntetőkkel kiestek Ausztráliával szemben. A 2010, 2014-es, 2018-as és a 2022-es világbajnokságra sem sikerült kijutniuk.

## Nemzetközi eredmények

### Világbajnoki szereplés
| Év       | Eredmény                 | Hely                     | M                        | GY                       | D                        | V                        | RG                       | KG                       |
| -------- | ------------------------ | ------------------------ | ------------------------ | ------------------------ | ------------------------ | ------------------------ | ------------------------ | ------------------------ |
| 1930     | A Szovjetunió része volt | A Szovjetunió része volt | A Szovjetunió része volt | A Szovjetunió része volt | A Szovjetunió része volt | A Szovjetunió része volt | A Szovjetunió része volt | A Szovjetunió része volt |
| 1934     | A Szovjetunió része volt | A Szovjetunió része volt | A Szovjetunió része volt | A Szovjetunió része volt | A Szovjetunió része volt | A Szovjetunió része volt | A Szovjetunió része volt | A Szovjetunió része volt |
| 1938     | A Szovjetunió része volt | A Szovjetunió része volt | A Szovjetunió része volt | A Szovjetunió része volt | A Szovjetunió része volt | A Szovjetunió része volt | A Szovjetunió része volt | A Szovjetunió része volt |
| 1950     | A Szovjetunió része volt | A Szovjetunió része volt | A Szovjetunió része volt | A Szovjetunió része volt | A Szovjetunió része volt | A Szovjetunió része volt | A Szovjetunió része volt | A Szovjetunió része volt |
| 1954     | A Szovjetunió része volt | A Szovjetunió része volt | A Szovjetunió része volt | A Szovjetunió része volt | A Szovjetunió része volt | A Szovjetunió része volt | A Szovjetunió része volt | A Szovjetunió része volt |
| 1958     | A Szovjetunió része volt | A Szovjetunió része volt | A Szovjetunió része volt | A Szovjetunió része volt | A Szovjetunió része volt | A Szovjetunió része volt | A Szovjetunió része volt | A Szovjetunió része volt |
| 1962     | A Szovjetunió része volt | A Szovjetunió része volt | A Szovjetunió része volt | A Szovjetunió része volt | A Szovjetunió része volt | A Szovjetunió része volt | A Szovjetunió része volt | A Szovjetunió része volt |
| 1966     | A Szovjetunió része volt | A Szovjetunió része volt | A Szovjetunió része volt | A Szovjetunió része volt | A Szovjetunió része volt | A Szovjetunió része volt | A Szovjetunió része volt | A Szovjetunió része volt |
| 1970     | A Szovjetunió része volt | A Szovjetunió része volt | A Szovjetunió része volt | A Szovjetunió része volt | A Szovjetunió része volt | A Szovjetunió része volt | A Szovjetunió része volt | A Szovjetunió része volt |
| 1974     | A Szovjetunió része volt | A Szovjetunió része volt | A Szovjetunió része volt | A Szovjetunió része volt | A Szovjetunió része volt | A Szovjetunió része volt | A Szovjetunió része volt | A Szovjetunió része volt |
| 1978     | A Szovjetunió része volt | A Szovjetunió része volt | A Szovjetunió része volt | A Szovjetunió része volt | A Szovjetunió része volt | A Szovjetunió része volt | A Szovjetunió része volt | A Szovjetunió része volt |
| 1982     | A Szovjetunió része volt | A Szovjetunió része volt | A Szovjetunió része volt | A Szovjetunió része volt | A Szovjetunió része volt | A Szovjetunió része volt | A Szovjetunió része volt | A Szovjetunió része volt |
| 1986     | A Szovjetunió része volt | A Szovjetunió része volt | A Szovjetunió része volt | A Szovjetunió része volt | A Szovjetunió része volt | A Szovjetunió része volt | A Szovjetunió része volt | A Szovjetunió része volt |
| 1990     | A Szovjetunió része volt | A Szovjetunió része volt | A Szovjetunió része volt | A Szovjetunió része volt | A Szovjetunió része volt | A Szovjetunió része volt | A Szovjetunió része volt | A Szovjetunió része volt |
| 1994     | Nem indult               | Nem indult               | Nem indult               | Nem indult               | Nem indult               | Nem indult               | Nem indult               | Nem indult               |
| 1998     | Nem jutott be            | Nem jutott be            | Nem jutott be            | Nem jutott be            | Nem jutott be            | Nem jutott be            | Nem jutott be            | Nem jutott be            |
| 2002     | Nem jutott be            | Nem jutott be            | Nem jutott be            | Nem jutott be            | Nem jutott be            | Nem jutott be            | Nem jutott be            | Nem jutott be            |
| 2006     | Nem jutott be            | Nem jutott be            | Nem jutott be            | Nem jutott be            | Nem jutott be            | Nem jutott be            | Nem jutott be            | Nem jutott be            |
| 2010     | Nem jutott be            | Nem jutott be            | Nem jutott be            | Nem jutott be            | Nem jutott be            | Nem jutott be            | Nem jutott be            | Nem jutott be            |
| 2014     | Nem jutott be            | Nem jutott be            | Nem jutott be            | Nem jutott be            | Nem jutott be            | Nem jutott be            | Nem jutott be            | Nem jutott be            |
| 2018     | Nem jutott be            | Nem jutott be            | Nem jutott be            | Nem jutott be            | Nem jutott be            | Nem jutott be            | Nem jutott be            | Nem jutott be            |
| 2022     | Nem jutott be            | Nem jutott be            | Nem jutott be            | Nem jutott be            | Nem jutott be            | Nem jutott be            | Nem jutott be            | Nem jutott be            |
| 2026     | Kijutott                 | Kijutott                 | Kijutott                 | Kijutott                 | Kijutott                 | Kijutott                 | Kijutott                 | Kijutott                 |
| Összesen | —                        | 1/8                      | –                        | –                        | –                        | –                        | –                        | –                        |

### Ázsia-kupa-szereplés
| Év       | Eredmény                 | Helyezés                 | M                        | Gy                       | D                        | V                        | RG                       | KG                       |
| -------- | ------------------------ | ------------------------ | ------------------------ | ------------------------ | ------------------------ | ------------------------ | ------------------------ | ------------------------ |
| 1956     | A Szovjetunió része volt | A Szovjetunió része volt | A Szovjetunió része volt | A Szovjetunió része volt | A Szovjetunió része volt | A Szovjetunió része volt | A Szovjetunió része volt | A Szovjetunió része volt |
| 1960     | A Szovjetunió része volt | A Szovjetunió része volt | A Szovjetunió része volt | A Szovjetunió része volt | A Szovjetunió része volt | A Szovjetunió része volt | A Szovjetunió része volt | A Szovjetunió része volt |
| 1964     | A Szovjetunió része volt | A Szovjetunió része volt | A Szovjetunió része volt | A Szovjetunió része volt | A Szovjetunió része volt | A Szovjetunió része volt | A Szovjetunió része volt | A Szovjetunió része volt |
| 1968     | A Szovjetunió része volt | A Szovjetunió része volt | A Szovjetunió része volt | A Szovjetunió része volt | A Szovjetunió része volt | A Szovjetunió része volt | A Szovjetunió része volt | A Szovjetunió része volt |
| 1972     | A Szovjetunió része volt | A Szovjetunió része volt | A Szovjetunió része volt | A Szovjetunió része volt | A Szovjetunió része volt | A Szovjetunió része volt | A Szovjetunió része volt | A Szovjetunió része volt |
| 1976     | A Szovjetunió része volt | A Szovjetunió része volt | A Szovjetunió része volt | A Szovjetunió része volt | A Szovjetunió része volt | A Szovjetunió része volt | A Szovjetunió része volt | A Szovjetunió része volt |
| 1980     | A Szovjetunió része volt | A Szovjetunió része volt | A Szovjetunió része volt | A Szovjetunió része volt | A Szovjetunió része volt | A Szovjetunió része volt | A Szovjetunió része volt | A Szovjetunió része volt |
| 1984     | A Szovjetunió része volt | A Szovjetunió része volt | A Szovjetunió része volt | A Szovjetunió része volt | A Szovjetunió része volt | A Szovjetunió része volt | A Szovjetunió része volt | A Szovjetunió része volt |
| 1988     | A Szovjetunió része volt | A Szovjetunió része volt | A Szovjetunió része volt | A Szovjetunió része volt | A Szovjetunió része volt | A Szovjetunió része volt | A Szovjetunió része volt | A Szovjetunió része volt |
| 1992     | Nem tagja az AFC-nek     | Nem tagja az AFC-nek     | Nem tagja az AFC-nek     | Nem tagja az AFC-nek     | Nem tagja az AFC-nek     | Nem tagja az AFC-nek     | Nem tagja az AFC-nek     | Nem tagja az AFC-nek     |
| 1996     | Csoportkör               | 10.                      | 3                        | 1                        | 0                        | 2                        | 3                        | 6                        |
| 2000     | Csoportkör               | 12.                      | 3                        | 0                        | 1                        | 2                        | 2                        | 14                       |
| 2004     | Negyeddöntő              | 6.                       | 4                        | 3                        | 1                        | 0                        | 5                        | 2                        |
| 2007     | Negyeddöntő              | 7.                       | 4                        | 2                        | 0                        | 2                        | 10                       | 4                        |
| 2011     | Elődöntő                 | 4.                       | 6                        | 3                        | 1                        | 2                        | 10                       | 13                       |
| 2015     | Negyeddöntő              | 8.                       | 4                        | 2                        | 0                        | 2                        | 5                        | 5                        |
| 2019     | Nyolcaddöntő             | 10.                      | 4                        | 2                        | 1                        | 1                        | 7                        | 3                        |
| 2023     | Bejutott                 | Bejutott                 | Bejutott                 | Bejutott                 | Bejutott                 | Bejutott                 | Bejutott                 | Bejutott                 |
| Összesen | 4. hely                  | 7/7                      | 28                       | 13                       | 4                        | 11                       | 42                       | 47                       |

## Játékosok

### Híresebb játékosok
- Odil Ahmedov
- Szerver Dzseparov
- Makszim Sackih
- Mirdzsalol Kaszimov
- Vitaliy Denisov
- Azizbek Haydarov
- Jasur Hasanov
- Jamshid Iskanderov
- Anzur Ismailov
- Timur Kapadze

## Lásd még
- Üzbég női labdarúgó-válogatott

## Külső hivatkozások
- A válogatott hivatalos honlapja (angolul)
- Üzbegisztán a FIFA.com-on[halott link] (angolul)
- Üzbegisztán az AFC.com-on[halott link] (angolul)
- Üzbegisztán mérkőzéseinek eredményei az rsssf.com-on (angolul)
- Üzbegisztán mérkőzéseinek eredményei az EloRatings.net-en[halott link] (angolul)
- Üzbegisztán a national-football-teams.com-on (angolul)
- Üzbegisztán mérkőzéseinek eredményei a Roon BA-n (angolul)
- Üzbegisztán a transfermarkt.de-n (németül)
- Üzbegisztán a weltussball.de-n (németül)
- Üzbegisztán a fedefutbol.net-en (spanyolul)